# Un calcio in bocca fa miracoli
Un calcio in bocca fa miracoli è un romanzo scritto da Marco Presta, edito da Einaudi nel 2011.
Il protagonista che si definisce "un vecchiaccio"  di settantasei anni, ci accompagna tra le pagine del libro tra riflessioni e ricordi del tempo che fu. Accompagnato dal suo migliore amico Armando, partono in una missione impossibile, far incontrare ed innamorare due giovani:  Giacomo e Chiara, lui uno sfaccendato e  disoccupato, lei commessa di una profumeria. Armando, vedovo, il ritratto della "brava" persona. Lui, il vecchiaccio, con la sua passione per la portinaia, sempre lesto a rubare penne, misantropo...
Lo scrittore, in diverse interviste, ha affermato che nell'ideare il protagonista del libro si è ispirato a più persone: a suo nonno in primis nella "mania di rubare penne", a se stesso nella "cattiveria" e, per finire a Enrico Vaime.

## Edizioni
- Marco Presta, Un calcio in bocca fa miracoli, Einaudi, 2011, ISBN 978-88-06-20632-1.